# Prezydenci Łotwy

## Pierwsza Republika Łotewska(1918–1940)
- tymczasowo

| # | Imię i Nazwisko                  | Portret     | Kadencja          | Kadencja         | Partia polityczna | Partia polityczna                              |
| # | Imię i Nazwisko                  | Portret     | Od                | Do               | Partia polityczna | Partia polityczna                              |
| - | -------------------------------- | ----------- | ----------------- | ---------------- | ----------------- | ---------------------------------------------- |
| 1 | Jānis Čakste (1859–1927)         |             | 17 listopada 1918 | 14 marca 1927    |                   | Centrum Demokratyczne                          |
| – | Pauls Kalniņš (1872–1945)        |             | 14 marca 1927     | 8 kwietnia 1927  |                   | Łotewska Socjaldemokratyczna Partia Robotnicza |
| 2 | Gustavs Zemgals (1871–1939)      |             | 8 kwietnia 1927   | 11 kwietnia 1930 |                   | Centrum Demokratyczne                          |
| 3 | Alberts Kviesis (1881–1944)      |             | 11 kwietnia 1930  | 10 kwietnia 1936 |                   | Łotewski Związek Rolników                      |
| 3 | Alberts Kviesis (1881–1944)      | Bezpartyjny | 11 kwietnia 1930  | 10 kwietnia 1936 |                   |                                                |
| 4 | Kārlis Ulmanis (1877–1942)       |             | 11 kwietnia 1936  | 21 lipca 1940    |                   | Bezpartyjny                                    |
| – | Augusts Kirhenšteins (1872–1963) |             | 21 lipca 1940     | 25 sierpnia 1940 |                   | Bezpartyjny                                    |

## Rząd emigracyjny(1940–1991)[4]
| #                 | Imię i Nazwisko            | Portret | Kadencja         | Kadencja         |
| #                 | Imię i Nazwisko            | Portret | Od               | Do               |
| ----------------- | -------------------------- | ------- | ---------------- | ---------------- |
| Wakat (1940–1944) |                            |         |                  |                  |
| 1                 | Pauls Kalniņš (1872–1945)  |         | 8 września 1944  | 27 sierpnia 1945 |
| 2                 | Jāzeps Rancāns (1886–1969) |         | 27 sierpnia 1945 | 2 grudnia 1969   |
| Wakat (1969–1991) |                            |         |                  |                  |

## Republika Łotwy(1990–)
- tymczasowo

| # | Imię i Nazwisko                 | Portret | Kadencja     | Kadencja     | Partia polityczna | Partia polityczna  |
| # | Imię i Nazwisko                 | Portret | Od           | Do           | Partia polityczna | Partia polityczna  |
| - | ------------------------------- | ------- | ------------ | ------------ | ----------------- | ------------------ |
| − | Anatolijs Gorbunovs (ur. 1942)  |         | 4 maja 1990  | 8 lipca 1993 |                   | Front Ludowy Łotwy |
| − | Anatolijs Gorbunovs (ur. 1942)  | LC      | 4 maja 1990  | 8 lipca 1993 |                   |                    |
| 1 | Guntis Ulmanis (ur. 1939)       |         | 8 lipca 1993 | 8 lipca 1999 |                   | LZS                |
| 2 | Vaira Vīķe-Freiberga (ur. 1937) |         | 8 lipca 1999 | 8 lipca 2007 |                   | Bezpartyjna        |
| 3 | Valdis Zatlers (ur. 1955)       |         | 8 lipca 2007 | 8 lipca 2011 |                   | Bezpartyjny        |
| 4 | Andris Bērziņš (ur. 1944)       |         | 8 lipca 2011 | 8 lipca 2015 |                   | ZZS                |
| 5 | Raimonds Vējonis (ur. 1966)     |         | 8 lipca 2015 | 8 lipca 2019 |                   | LZP                |
| 6 | Egils Levits (ur. 1955)         |         | 8 lipca 2019 | 8 lipca 2023 |                   | Bezpartyjny        |
| 7 | Edgars Rinkēvičs (ur. 1973)     |         | 8 lipca 2023 | nadal        |                   | JV                 |